# Camps de reconcentració
Els camps de reconcentració són un conjunt de mesures emprades per Valerià Weyler i Nicolau per destruir el moviment per la independència de Cuba. Com que una de les accions era tancar els camperols i tallar així les xarxes d'ajuda als guerrillers, aquest terme està a l'origen del camp de concentració usat en altres conflictes. Es van crear controls per no deixar sortir els habitants de la ciutat i es va obligar a portar el ramat i els aliments a aquestes poblacions tancades per impedir-ne la distribució entre els revoltats a la Guerra d'Independència de Cuba. Els camps de reconcentració incloïen doncs pobles aïllat i la construcció de muralles i tanques específiques per a zones de confinament que dividien l'illa i sotmetien el moviment de persones i mercaderies al control espanyol. Les condicions de vida dins aquestes zones tancades eren molt precàries i van alimentar l'odi de la població local cap a Weyler, de manera que al final el suport als independentistes va augmentar. Es calcula que les diferents mesures de control van suposar 60000 morts directes i indirectes.